# 拉伊鲁埃拉 (哈恩省)
拉伊鲁埃拉（西班牙語：La Iruela）是西班牙安达卢西亚自治区哈恩省的一个市镇。总面积124平方公里，总人口1909人（2001年），人口密度15人/平方公里。